# Hadronyche cerberea
Espèce
Hadronyche cerberea est une espèce d'araignées mygalomorphes de la famille des Atracidae.

## Distribution
Cette espèce est endémique de Nouvelle-Galles du Sud en Australie. Elle se rencontre dans l'Est de l'État au Sud du fleuve Hunter.

## Description

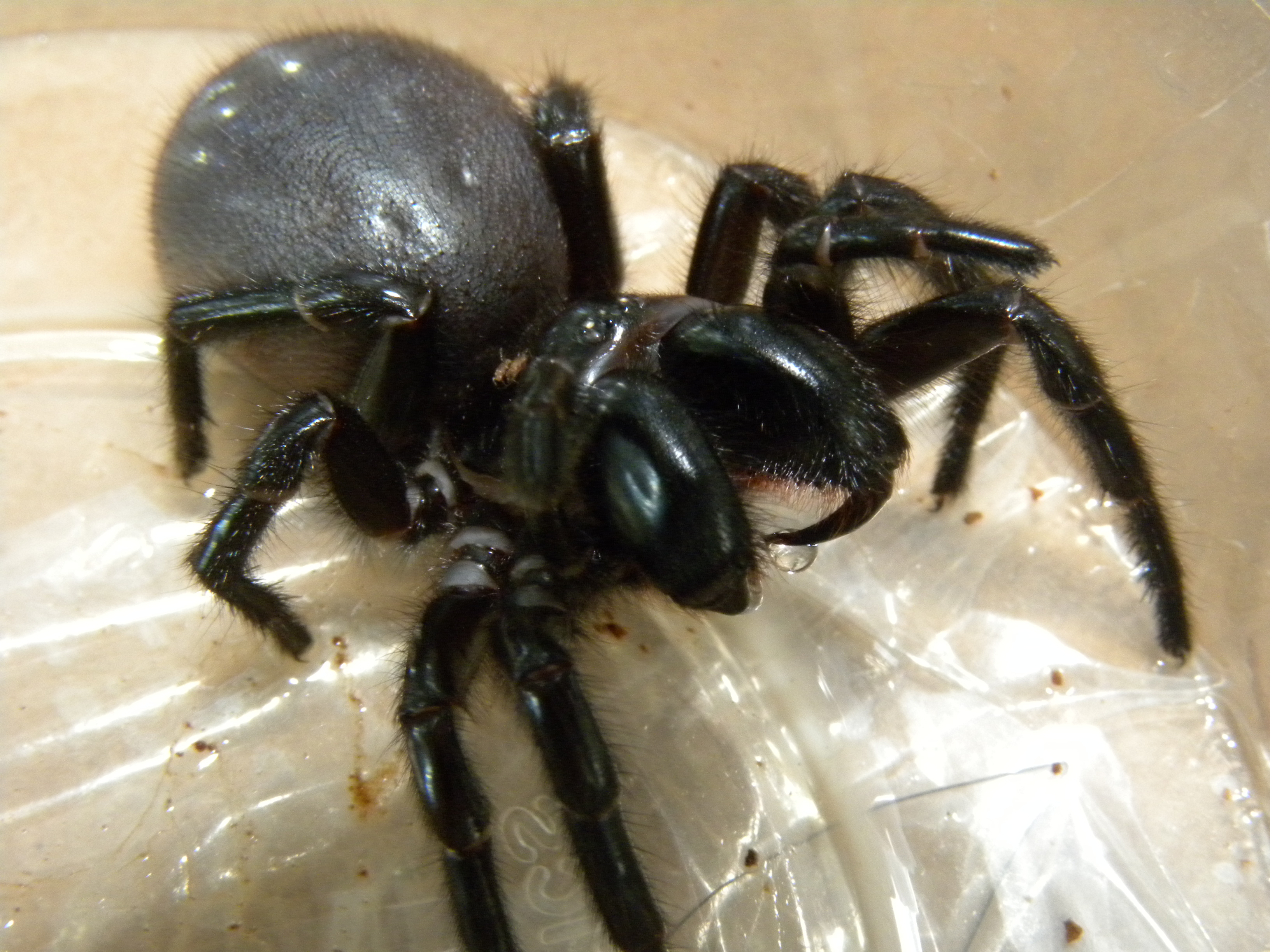
Hadronyche cerberea

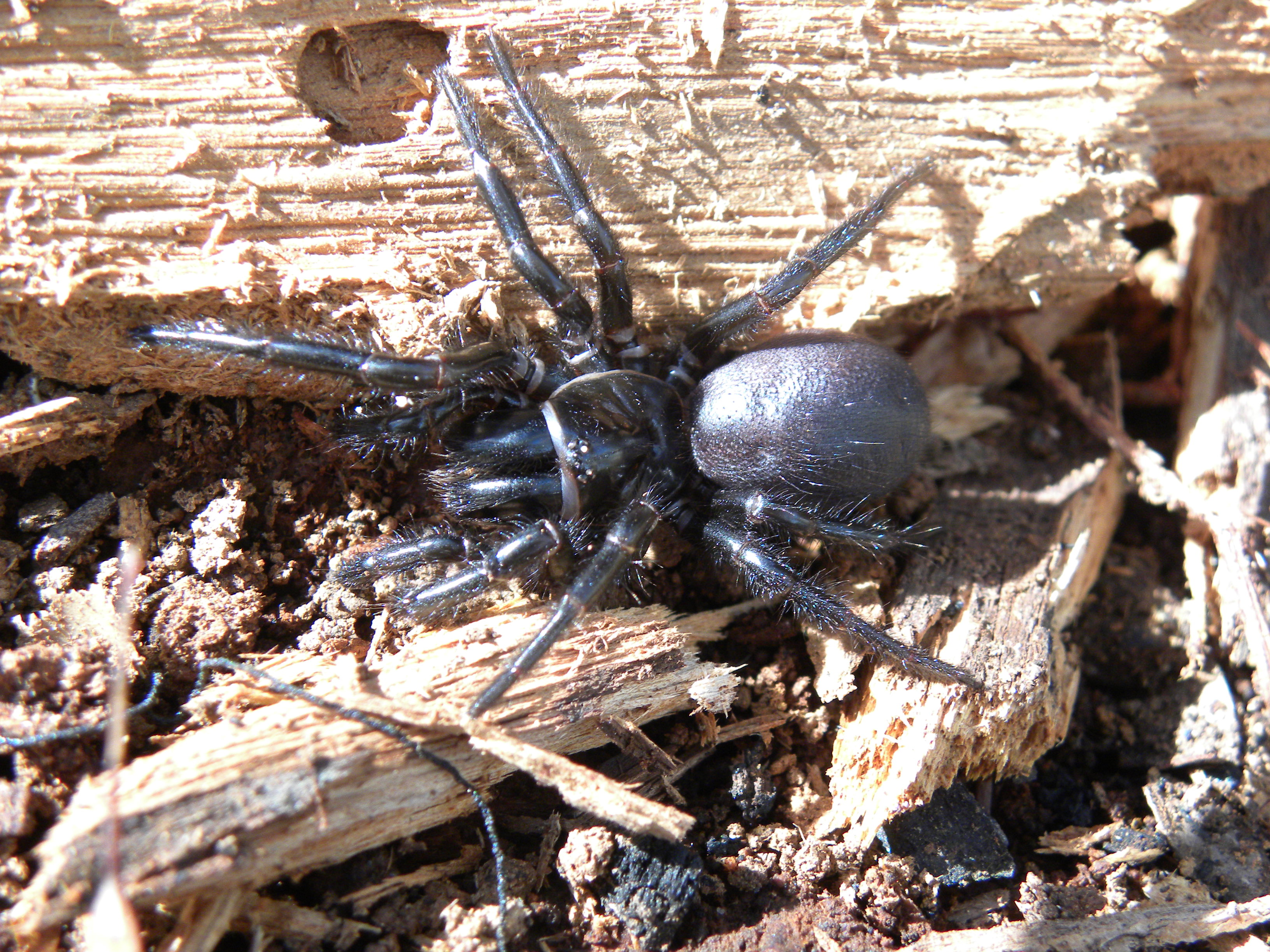
Hadronyche cerberea

La carapace du mâle décrit par Gray en 2010 mesure 8,18 mm de long sur 7,83 mm et l'abdomen 7,87 mm de long sur 6,97 mm et la carapace de la femelle mesure 9,95 mm de long sur 9,93 mm et l'abdomen 14,62 mm de long sur 12,24 mm.
Son venin provoque des symptômes semblables à celui d'Atrax robustus.

## Publication originale
- L. Koch, 1873 : Die Arachniden Australiens. Nürnberg, vol. 1, p. 369-472 (texte intégral).